# Victoria Jackson
 (août 2024).
Si vous disposez d'ouvrages ou d'articles de référence ou si vous connaissez des sites web de qualité traitant du thème abordé ici, merci de compléter l'article en donnant les références utiles à sa vérifiabilité et en les liant à la section « Notes et références ».
Victoria Jackson est une actrice et chanteuse américaine née le 2 août 1959 à Miami, Floride (États-Unis).

## Biographie

### Jeunesse
Jackson est née à Miami, en Floride, fille de Marlene Esther (née Blackstad) et de James McCaslin Jackson, un entraîneur de gymnastique. De l'âge de 5 ans jusqu'à ses 18 ans, le père de Jackson l'a entraînée à la gymnastique.
Après avoir obtenu son diplôme d'études secondaires, Jackson a fréquenté le Florida Bible College à Hollywood, en Floride, avant de transférer à l'Université Furman à Greenville, en Caroline du Sud, grâce à une bourse de gymnastique. À Furman, elle a été choisie pour jouer dans sa première pièce. Elle a ensuite transféré à l'Université Auburn en 1979 pour sa dernière année, changeant sa majeure pour le théâtre. À mi-parcours de sa dernière année, elle a quitté Auburn pour poursuivre une carrière d'actrice.
Dans les années 2000, Jackson a obtenu un diplôme en théâtre de la Palm Beach Atlantic University.

## Carrière d'actrice et de comédienne
Tout en faisant du théâtre estival en Alabama, Jackson a rencontré l'ancien acteur enfant Johnny Crawford de la série télévisée des années 1950 The Rifleman, qui l'a choisie pour son spectacle de cabaret. Elle a déménagé à Los Angeles en 1981, travaillant dans divers emplois de jour et se produisant en comédie la nuit. Sa première grande opportunité a été une apparition dans The Tonight Show Starring Johnny Carson, où elle a récité de la poésie tout en faisant un poirier. Elle a ensuite participé à l'émission 20 fois. En 1984, elle est apparue dans le pilote de WALTER, un spin-off de MASH que les réseaux n'ont pas retenu.
Après un rôle dans la série télévisée éphémère de 1985, Half Nelson, Jackson a reçu une offre pour auditionner pour la distribution de Saturday Night Live. Ne se sentant pas confiante que son audition s'était bien déroulée, elle a fait plusieurs imitations lors de sa prochaine apparition au Tonight Show et a envoyé la cassette à Lorne Michaels de SNL. Après avoir visionné la cassette, Michaels a demandé à Jackson de rejoindre l'émission. Membre régulier de la distribution de 1986 à 1992, Jackson apparaissait souvent dans le segment hebdomadaire Weekend Update de l'émission en tant que correspondante qui s'écarte du sujet, récitant de la poésie et faisant des roues ou des poiriers sur le bureau. Elle était également connue pour ses rôles récurrents où elle imitait Roseanne Barr, Sally Struthers et Zsa Zsa Gabor.
Pendant son séjour à SNL, Jackson a joué dans plusieurs films, dont Baby Boom, Family Business, I Love You to Death, UHF, The Pick-up Artist, The Couch Trip, et Casual Sex?. Sa carrière cinématographique a continué après son départ de Saturday Night Live en 1992, mais principalement dans des films inconnus ou peu remarqués. À la télévision, elle a été choisie pour le rôle principal de sa propre sitcom, aux côtés de George Clooney. Lorsqu'il y a eu un changement de direction chez Fox, l'émission a été annulée sans être diffusée. En 1994, elle est apparue en tant que "Beverly" dans l'épisode "Good Cop, Bad Cop" de la série In the Heat of the Night, et en 1999, elle est apparue en tant qu'amour non partagé d'un homme de petite ville capable de contrôler la météo dans l'épisode "The Rain King" de The X-Files.
Jackson a eu un rôle régulier en tant que Patty dans la sitcom de Comedy Central Strip Mall de 2000 à 2001 et dans les saisons 2003-2004 de l'émission de Nickelodeon Romeo!. En 2004 et 2005, elle a joué dans deux comédies romantiques, Shut Up and Kiss Me! et Her Minor Thing. Pendant cette période, Jackson est apparue dans l'émission de jeux Hollywood Squares et a participé à l'émission Celebrity Fit Club. Elle a joué plusieurs personnages dans le film direct-to-video de 2014 Campin' Buddies.

## Opinions politiques

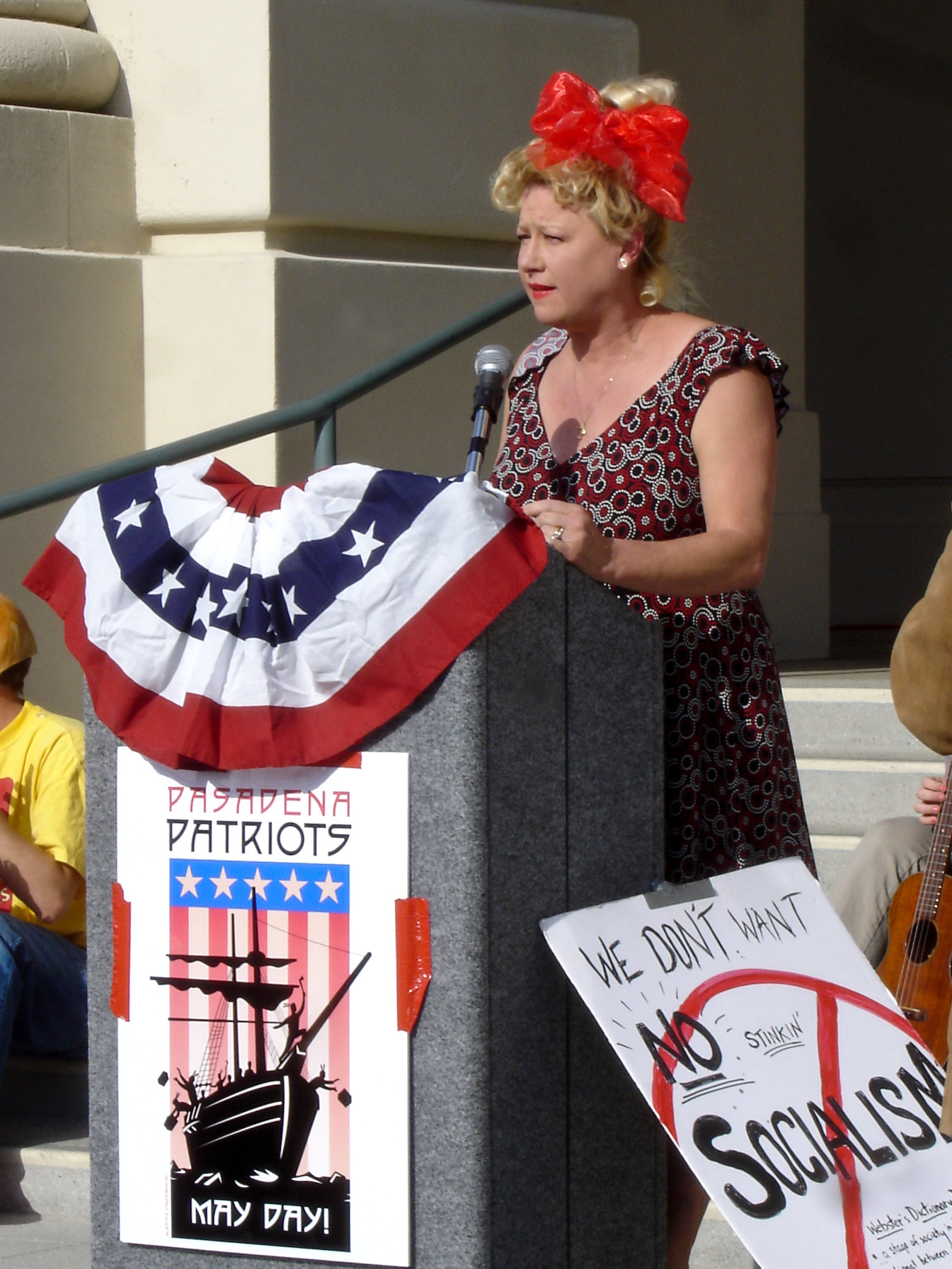
Victoria Jackson.

Jackson lors d'un rassemblement du Tea Party en 2009 Auto-décrite comme une chrétienne conservatrice, Jackson est apparue dans des productions telles que le concert de comédie chrétienne de 2007 Thou Shalt Laugh 2: The Deuce ainsi que douze fois sur Politically Incorrect with Bill Maher. Elle a soutenu le mouvement du Tea Party par le biais de participations à des événements ainsi que sur son site Web, affilié à la Liberty Alliance.
En octobre 2008, elle est apparue avec d'autres célébrités sur The O'Reilly Factor dans une publicité du Comité national républicain du Sénat se moquant d'Al Franken, un ancien collègue de Saturday Night Live alors candidat au Sénat des États-Unis du Minnesota.
À partir de 2008, Jackson a déclaré qu'elle croyait que Barack Obama était communiste. En 2015, elle a affirmé qu'Obama était un "djihadiste islamique" et membre des Frères musulmans, avec des membres de l'organisation dans son cabinet, et que le soutien d'Obama à l'avortement légal et au mariage homosexuel montrait qu'il n'était pas chrétien.
En 2011, Jackson a critiqué l'émission de télévision Glee pour avoir montré un baiser entre deux acteurs masculins, citant la Bible pour justifier sa critique. Lorsqu'on l'a accusée d'homophobie, Jackson a répliqué que le terme était simplement un "mot à la mode libéral mignon" et a suggéré que Glee soit remplacée par une émission promouvant la chasteté.
En 2011, Jackson a rejoint le personnel de Patriot Update en tant qu'écrivaine et blogueuse vidéo et animatrice de l'émission Politichicks. Les co-animateurs comprenaient Ann-Marie Murrell, Jannique Stewart et Jennie Jones. Jackson a écrit une chanson satirique pour "Politichicks" intitulée "Shariah Law", avec des paroles prétendant, "Ils [les musulmans] aiment les décapitations et les mariages pédophiles". Parmi ses travaux pour Patriot Update, on compte un article sur Occupy Wall Street critique des manifestants.
En 2012, les éditeurs de White Hall, faisant partie de la Liberty Alliance, ont publié l'autobiographie de Jackson intitulée Is My Bow Too Big? How I Went from Saturday Night Live to the Tea Party.
En 2012, après les remarques de Todd Akin concernant les grossesses résultant de viols, Jackson a déclaré : "Si je me faisais violer, j'aurais le bébé. Et si je ne voulais pas le garder à cause de ces cauchemars horribles, je l'adopterais. Mais je pense que Dieu peut transformer une chose mauvaise en une chose bonne, et que si je me faisais violer et qu'un beau bébé innocent en naissait, ce serait une bénédiction."
En 2014, Jackson a déposé une pétition en tant que candidate indépendante pour l'un des deux sièges du district 2 dans le comté de Williamson, Tennessee. Elle a obtenu 632 voix, insuffisantes pour remporter l'un ou l'autre siège contre les candidats sortants.
En 2023, Jackson s'est opposée à ce que Franklin, dans le Tennessee, organise une parade de la fierté gay.

## Filmographie
- 1983 : Déclics (Double Exposure) : Racetrack Model #1
- 1983 : The 1/2 Hour Comedy Hour (série télévisée) : Regular
- 1984 : W*A*L*T*E*R (en) (TV) : Victoria
- 1985 : Half Nelson (TV) : Annie O'Hara
- 1986 : Stoogemania (en) de Chuck Workman : Nurse Grabatit
- 1987 : Baby Boom : Eve
- 1987 : Le Dragueur (The Pick-up Artist) : Lulu
- 1988 : Parle à mon psy, ma tête est malade (The Couch Trip) : Robin
- 1988 : L'Amour au hasard (Casual Sex?) : Melissa
- 1988 : Garfield et ses amis (série télévisée) : Penelope (voix)
- 1989 : Dream a Little Dream : Kit Keller
- 1989 : UHF : Teri
- 1989 : Affaire de famille (Family Business) : Christine, Adam's Girl
- 1990 : Je t'aime à te tuer (I Love You to Death) de Lawrence Kasdan : Lacey
- 1993 : Based on an Untrue Story (TV) : Corduroy
- 1995 : A Perry Mason Mystery: The Case of the Jealous Jokester (TV) : Lisa Kaye
- 1996 : 'Weird Al' Yankovic: The Videos (vidéo) : Teri (UHF)
- 1996 : The Undercover Kid : Nellie the Cat
- 1996 : Wedding Bell Blues : Mrs. Spell, Botique Customer
- 1997 : Bombshell : Waitress
- 1997 : Santa vs. the Snowman (TV) : Communication Elf (voix)
- 1998 : No More Baths : Charlotte Bildmore
- 1998 : Conrad Bloom ("Conrad Bloom") (série télévisée) : Carol
- 1999 : X-Files (épisode Le Roi de la pluie) : Sheila Fontaine
- 1999 : The Brave Little Toaster to the Rescue (vidéo) : Mouse (voix)
- 2000 : Strip Mall (série télévisée) : Patty
- 2000 : Comedy Central Presents: Victoria Jackson (TV)
- 2002 : Jumping for Joy
- 2002 : Santa vs. the Snowman 3D : Communication Elf (voix)
- 2002 : Ocean Ave. (série télévisée) : Crystal Tate (2002-present) (original cast)
- 2003 : Romeo! (série télévisée) : Mrs. Rogers
- 2004 : Shut Up and Kiss Me! : Harriet Ballister
- 2005 : Her Minor Thing : Norma
- 2009 : Kamen Rider Dragon Knight : Grace Kiefer